# Żebbuġ (Málta)
Ħaż-Żebbuġ Málta egyik helyi tanácsa a nagy sziget központjában. Lakossága 11 290 fő. Nevének jelentése olajfa, olíva. Lovagi neve Città Rohan.

## Története
A Ta' Trapna körüli sírok mellékletei felfedezésükkor a bronzkori kultúra új fázisát jelezték, amelyet a község után Żebbuġ-fázisnak neveztek el. Az őskorra keréknyomok (cart ruts) is emlékeztetnek. Később föníciai telepesek nyomait is megtalálták.
Az arab korban apró falvak létesültek a környéken, Ħal-Dwin, Ħal-Muxi és Ħal-Mula. Ezek között jött létre a Casal Zebugi község, amelyben a földesura 1380-ban kápolnát építtetett Agirai Szent Fülöp tiszteletére. Az 1436-os összeírásban már önálló plébániaként szerepelt. A régi kápolnát a 17. században új templom váltotta fel. 1718-ban Brichelot és Bremond térképén Tera Zibugi néven található meg. 1777-ben Emmanuel de Rohan-Polduc johannita nagymester városi rangra emelte, és a Città Rohan nevet adta neki.
1993 óta Málta egyik helyi tanácsa. Főként kereskedelmi- és lakóövezet, talán a legmagasabb ingatlanárakkal Valletta után.

## Önkormányzata
Ħaż-Żebbuġot kilenctagú helyi tanács irányítja. A jelenlegi, 7. tanács 2012 óta van hivatalban.
Polgármester:
- Alfred Grixti (Munkáspárt)

## Nevezetességei
- Szent Fülöp-plébániatemplom (San Filep, St. Philip): Tumas Dingli tervei szerint épült a 17. században
- Il-Bieb il-Ġdid (Az új kapu): A városi rang elnyerésekor állított diadalív
- Templomai, kápolnái: Tad-Dawl, Szűz Mária-templom (Saint Mary), Tal-Grazzja templom, Ta’ Mamo templom, Lunzjata templom, Szent Rókus-kápolna (San Rocco, Saint Roque), Tal-Anġli templom

## Kultúra
Band clubjai:
- St. Philip Band Club[4] (1851): Málta egyik első szervezett band clubja
- 12th May Band & Social Club
- St. Joseph Club (Band de Rohan)

## Sport
Sportegyesületei:
- Boccia: Żebbuġ Boċċi Club
- Labdarúgás: Żebbuġ Rangers Football Club & Youth Nursery[5]

### Labdarúgás
A község első csapata a Żebbuġ Meteors volt, amely 1933-ban alakult. Részt vett a Malta Football Association egy idényében, valamint barátságos mérkőzéseket játszott a környező falvakban, ám két év múlva megszűnt.
A háború miatt a következő csapat csak 1943-ban alakulhatott meg, ez a Żebbuġ Rangers F.C. Elsőként egy négy csapatos versengésben mérették meg magukat a Marsa F.C., a tarxieni Little Rainbows és a żejtuni Corinthians társaságában. A Rangers többször legyőzte őket, és feljutott a másodosztályba. 1988-ban jutott fel az első osztályba. Azóta ismét rosszabb eredményei vannak, jelenleg a harmadik vonalban játszik.

## Közlekedés
Autóval jól megközelíthető, a szigetet átszelő főút a város határában halad el. Autóbuszjáratai: 61 (Valletta felé) és 109 (Siġġiewi, Rabat és Baħrija felé).

## Híres szülöttei
- Mikiel Anton Vassalli (1764–1829) író, az első nyomtatott máltai szöveg, a máltai–olasz–latin szótár szerzője
- Karmenu Psaila (1871–1961) pap, költő
- Frans Sammut (1945) költő, irodalmár, a Máltai Nyelvi Akadémia egykori titkára

## Külső hivatkozás
- Ħaż-Żebbuġ plébániája (angol nyelven)